# Leonard O’Brien
Leonard Francis „Mike“ O’Brien (* 20. Januar 1904 in North Adams, Massachusetts; † 30. März 1939 in Boston, Massachusetts) war ein Hockeyspieler aus den Vereinigten Staaten, der 1932 eine olympische Bronzemedaille gewann.

## Karriere
Leonard O’Brien schloss 1925 das Williams College ab, nachdem er dort vier Jahre im Baseball-Team mitgewirkt hatte. Er war dann als Börsenmakler in New York City und später in Boston tätig.
Bei den Olympischen Spielen 1932 in Los Angeles nahmen nur drei Mannschaften am Hockey-Turnier teil. Nachdem die indische Mannschaft die japanische Mannschaft mit 11:1 besiegt hatte, gewannen die Japaner gegen das Team der Vereinigten Staaten mit 9:2. Im letzten Spiel siegte die indische Mannschaft mit 24:1 gegen die Mannschaft der Vereinigten Staaten. O’Brien wirkte in beiden Spielen als Verteidiger mit.
Vier Jahre später nahm O’Brien auch an den Olympischen Spielen 1936 in Berlin teil, diesmal als Spieler und Trainer. Dort verloren die Amerikaner alle vier Spiele, O’Brien war in drei Partien als Spieler dabei.